# دارين بيكوك
دارين بيكوك (بالإنجليزية: Darren Peacock)‏ (3 فبراير 1968 ببرستل في المملكة المتحدة - ) هو لاعب كرة قدم بريطاني في مركز الدفاع. لعب مع بلاكبيرن روفرز وكوينز بارك رينجرز ونادي هيرفورد ونيوبورت كونتي ونيوكاسل يونايتد ووست هام يونايتد ووولفرهامبتون واندررز.

## وصلات خارجية
- دارين بيكوك على موقع قاعدة بيانات كرة القدم.إي يو (الإنجليزية)
- دارين بيكوك على موقع Soccerbase.com (لاعب) (الإنجليزية)
- دارين بيكوك على موقع عالم كرة القدم.نت (الإنجليزية)